# NGC 3115
NGC 3115 je galaksija u zviježđu Sekstantu.

## Vanjske poveznice
- SEDS: NGC 3115